# Jurij Borsakovskij
Jurij Mikhailovitj Borsakovskij (russisk: Юрий Михайлович Борзаковский ; født 12. april 1981 i Kratovo, Sovjetunionen) er en russisk atletikudøver (mellemdistanceløber), der vandt guld i 800 meter løbet ved OL i Athen 2004 og sølv på samme distance ved VM i både 2003 og 2005.
Mens han stadig var aktiv, var danske Wilson Kipketer en af Borsakovskijs største konkurrenter. Ved EM i atletik 2012 vandt han finalen foran Kipketers danske arvtager, Andreas Bube.